# Kraków (magazyn kulturalny)
Kraków – magazyn kulturalny wydawany w latach 1984–1991. Redaktorem naczelnym przez cały okres wydawania pisma był Zbigniew Regucki, natomiast zmieniał się wydawca magazynu – Krakowskie Wydawnictwo Prasowe RSW „Prasa-Książka-Ruch” do likwidacji, a następnie Fundacja „Odnowa Zabytków Krakowa”.
Stałymi współpracownikami pisma byli między innymi: Jan Adamczewski, Andrzej Bogunia-Paczyński, Edward Chudziński, Stanisław M. Jankowski, Ryszard Kantor, Krzysztof Włodzimierz Kasprzyk (pierwszy sekretarz redakcji w latach 1984–1987 i współtwórca koncepcji czasopisma), Adam Komorowski, Tadeusz Kwiatkowski, Zbigniew Łagocki, Wojciech Markowski, Jan Pieszczachowicz, Konrad Pollesch, Leszek Polony, Jan Poprawa, Michał Rożek, Ewa Skorupa, Ewa Smęder, Wojciech Smolak, Teresa Stanisławska, Tadeusz Śliwiak, Zbigniew Święch, Ignacy Trybowski, Krystyna Zbijewska, Marek Żukow-Karczewski.
Przez wszystkie lata ukazywania się czasopisma autorem jego szaty graficzno-artystycznej był krakowski artysta-grafik i malarz Mściwój Olewicz.
W pierwszym numerze kwartalnika pisano: „Pragniemy ukazywać wszystko, co w dziejach Krakowa, ongiś stolicy Polski a dziś znaczącego ośrodka kulturalnego, naukowego i przemysłowego było ważne, twórcze, warte przypomnienia.”
W kwartalniku wypowiadało się wiele znakomitych osób. Redakcja miała nadzieję, „iż promieniowanie naszego królewskiego miasta na kształtowanie się polskich dziejów i polskiej kultury było i jest tak znaczące, że problemy owe zainteresują nie tylko mieszkańców podwawelskiej okolicy.”

## Rok 1984

### Nr 1 (1)
Spis treści:
- Tadeusz Śliwiak – Kamienie starych miast. Kamienie Krakowa.
- Z biegiem lat, z biegiem dni (zapiski kronikarza: wrzesień – listopad 1983)
- Dyskusja – Pozwólmy wreszcie miastu żyć
- Jerzy Szablowski – Jak budowano wawelską wystawę
- Zbigniew Święch – Alarm dla wawelskiego wzgórza
- Jerzy Piekarczyk – Krakowskie spory: inwazja burzymurków
- Leszek Polony – U Pendereckich w Lutosławicach
- Jarosław Iwaszkiewicz – Kraków
- Edmund J. Osmańczyk – Wisła i Kraków to Rodło
- Jan Adamczewski – Anczycowie
- Jan Poprawa – Chopin i Kraków związek trwały
- Jerzy Waldorff – Wielka gra
- Jalu Kurek w ostatniej rozmowie z Janem Pieszczachowiczem – Zawsze służyłem człowiekowi
- Gloria Kossak – W rodzinnej Kossakówce
- Tadeusz Kwiatkowski – Zaraz po wojnie
- Jerzy Madeyski – Dopełnienie dzieła Dobrowolskiego
- Jan Pieszczachowicz – Nauczyciel Matejki i Wyspiańskiego
- Stefan Ciepły – Marzenia poetów
- Ewa Smęder – Najsolidniejszą latarnią Krakowa... księżyc
- Leszek Mazan – Księgi, wpisy i sztambuchy
- Głos Piwnicy pod Baranami

rysunki:
- Andrzej Mleczko – Legendy Krakowa, bez tytułu

zdjęcia:
- Konrad Pollesch – fragment wystawy „Odsiecz Wiedeńska 1683”, Z Kanoniczej na Wawel, Dworek Kompozytora, Gloria u siebie, Krakowianie: „Karol Estreicher”, W Auli Collegium Maius
- Zbigniew Łagocki – Zima na Wzgórzu oraz okładka: W samo południe
- Wojciech Smolak – Martwa natura

## Rok 1991

### Nr 4 (32)
Ostatnie wydanie.
Spis treści:
- Stanisław Czycz – nie jesteś (i nikt) ze mną już dawno
- Tadeusz Bradecki, Andrzej Hausbrandt, Tadeusz Nyczek, Jerzy Fedorowicz, Nina Repetowska – Czy teatr ma szansę
- Piotr Radzicki – Portrety teatralne
- Jan Poprawa – Lustro
- Adam Komorowski – Wydawać u nas
- Zb. R. – Na wapiennym wzgórzu – prawdziwa perła
- Izabella Bodnar – Między niebem a ziemią
- Kr.Zb. – Fotografia z myszką
- Rafał Róg – Królobójcy pod Wawelem
- Wacław Urban – Zapomniana wielkość
- Aldona Sołtysówna – Bernini i krakowski barok
- Andrzej Fischinger – O zabytkach kościelnych w Krakowie – ich znaczeniu i potrzebach
- Marek Żukow-Karczewski – Krakowskich pomników dzieje niełatwe
- Franciszek Palowski – Ewakuacja
- Krzysztof Miklaszewski – Nie ma miejsca dla Chochoła
- Krystyna Paluch-Staszkiel – Wizerunki współczesne – Maria Markowska
- Z Kają Danczowską rozmawia Leszek Polony – Muzyka – świat miłości i dramatu
- Anna Palarczykowa – Życie towarzyskie w wolnym mieście Krakowie w latach 1820–1830
- Krystyna Zbijewska – Saga rodu Szczepańskich
- Julian Siemiński – 80 lat IKC
- Ewa Smęder – Na drodze do normalności
- Leszek Danilczyk – Zbigniew Sałaj
- Adam Małek – Tak widzę Kraków
- Głos Piwnicy pod Baranami pod redakcją Piotra S.
- Z biegiem lat, z biegiem dni (zapiski kronikarza)